# Новая Русь (Павлоградский район)
Но́вая Русь (укр. Нова́ Русь) — село Новорусского сельского совета (Павлоградский район, Днепропетровская область, Украина).
Код КОАТУУ — 1223587001. Население по переписи 2001 года составляло 466 человек.
Является административным центром Новорусского сельского совета, в который, кроме того, входят сёла Зелёное и Марьевка.

## Географическое положение
Село Новая Русь находится на правом берегу реки Большая Терновка. Выше по течению на расстоянии в 2 км расположено село Зелёное, ниже по течению на расстоянии в 1 км расположено село Марьевка, на противоположном берегу — село Николаевка Вторая.
Река в этом месте извилистая, образует лиманы, старицы и заболоченные озёра.

## История
- Первое письменное упоминание о селе Новая Русь относится к 1779 году.

## Экономика
- «Нива», ООО.

## Объекты социальной сферы
- Школа I—II ст.
- Фельдшерско-акушерский пункт.